# Sender Alzenau in Unterfranken-Hahnenkamm
Der Sender Alzenau in Unterfranken oder Sender Hahnenkamm ist ein Füllsender für Hörfunk. Er befindet sich in Alzenau in Unterfranken auf dem 435 Meter hohen Hahnenkamm. Als Antennenträger kommt ein 63 Meter hoher Turm in Fertigbetonbauweise zum Einsatz. Aufgrund seiner exponierten Lage versorgt der Sender nicht nur Alzenau i. UFr., sondern auch weite Teile des östlichen Rhein-Main-Gebiets bis nach Frankfurt hinein.

## Frequenzen und Programme

### Analoges Radio (UKW)
Die folgenden Hörfunkprogramme werden vom Sender Hahnenkamm auf UKW abgestrahlt:
| Frequenz (MHz) | Programm                   | RDS PS   | RDS PI | Regionalisierung | ERP (kW) | Antennendiagramm rund (ND)/gerichtet (D) | Polarisation horizontal (H)/vertikal (V) |
| -------------- | -------------------------- | -------- | ------ | ---------------- | -------- | ---------------------------------------- | ---------------------------------------- |
| 90,8           | Radio Primavera            | PRIMVERA | D91A   | -                | 0,2      | D (280–90°, 150–210°)                    | H                                        |
| 103,6          | Radio Galaxy Aschaffenburg | GALAXY__ | 141B   | -                | 0,25     | D (280–340°)                             | H                                        |

### Digitales Radio (DAB)
Seit dem 11. Dezember 2014 wird der DAB-Multiplex des Bayerischen Rundfunks in vertikaler Polarisation und im Gleichwellenbetrieb mit anderen Sendern ausgestrahlt.
| 10A Unterfranken (D__00308) | DAB-Block des Bayerischen Rundfunks - Bayern 1 (Mainfranken) (96 kbps) - Bayern 1 (Schwaben) (96 kbps) - BR24live (64 kbps, Mono) - Radio Teddy (72 kbps) - egoFM (72 kbps) - Gong Würzburg (72 kbps) - Charivari Würzburg (72 kbps) - Radio Primavera (72 kbps) - Galaxy Aschaffenburg (72 kbps) - Primaton (72 kbps) - Radio Hashtag+ (72 kbps) - Arabella Bayern (96 kbps) - Rock Antenne Bayern (72 kbps) - BR EPG (8 kbps) | 6,5 | D | - | 11D BR Bayern (D__00165) | DAB-Block des Bayerischen Rundfunks - Bayern 1 (Oberbayern) (96 kbps) - Bayern 1 (Niederbayern/Oberpfalz) (96 kbps) - Bayern 1 (Franken) (96 kbps) - Bayern 2 (96 kbps) - Bayern 3 (96 kbps) - BR-Klassik (144 kbps) - BR24 (72 kbps, Mono) - BR Schlager (96 kbps) - Puls (96 kbps) - BR Heimat (128 kbps) - BR Verkehr (16 kbps, Mono) - Antenne Bayern (80 kbps) - BR EPG (8 kbps Daten) - ARD TPEG (24 kbps) | 6,5 | D | - Unterfranken: Alzenau (Hahnenkamm), Burgsinn (Main-Spessart), Dettelbach, Ebern, Gemünden, Hammelburg, Kreuzberg (Rhön), Miltenberg-Wenschdorf, Neustadt am Main, Obernburg am Main, Ostheim/Heidelberg, Pfaffenberg (Aschaffenburg), Schweinfurt (Schonungen), Volkach, Wertheim, Würzburg (Frankenwarte), Zeil am Main - Oberfranken: Bad Steben, Bamberg (Geisberg), Burgwindheim (geplant), Coburg (Eckardtsberg), Hof (Labyrinthberg), Kronach, Kulmbach, Ludwigsstadt (Ebersdorf), Ochsenkopf (Fichtelgebirge), Pegnitz - Mittelfranken: Büttelberg, Hesselberg, Hersbruck, Nürnberg (Fernmeldeturm), Rothenburg ob der Tauber, Treuchtlingen, Weißenburg - Oberpfalz: Altenstadt, Amberg (Hirschau), Amberg-Süd, Dillberg (Neumarkt), Fuchsmühl, Geigant, Hoher Bogen (Furth im Wald), Hohe Linie (Regensburg), Kallmünz (geplant), Pfreimd, Schönsee (Drechselberg), Weigendorf - Niederbayern: Brotjacklriegel, Deggendorf (Aletsberg), Dingolfing, Einödriegel, Kelheim, Landshut (Altdorf), Mainburg, Mallersdorf-Pfaffenberg, Oberfrauenwald, Passau (Kühberg), Pfarrkirchen, Rattenberg, Rotthalmünster, Viechtach (Weigelsberg) (geplant), Vilsbiburg - Schwaben: Augsburg (Hotelturm), Augsburg (Welden), Balderschwang (Oberberg), Grünten, Hühnerberg (Harburg), Markt Wald, Memmingen, Pfänder (Vorarlberg), Pfronten (Breitenberg), Ulm (Kuhberg) - Oberbayern: Bad Tölz (Gaißach), Berchtesgaden (Jenner), Eichstätt, Fürstenfeldbruck (Schöngeising), Gelbelsee, Herzogstand (Fahrenbergkopf), Hochberg (Traunstein), Hohenpeißenberg, Inntal (Ebbs), Isen, München-Freimann, München-Ismaning, München (Olympiaturm), Neuötting, Oberammergau (Laber), Pfaffenhofen (Wolfsberg), Pfaffenhofen (BR), Reit im Winkl, Untersberg (Salzburg), Tegernseer Tal (Wallberg), Wasserburg am Inn (Koblberg), Wendelstein (Bayrischzell) |

Bis zum 16. Dezember 2013 wurde der DAB-Multiplex der Bayern Digital Radio GmbH in vertikaler Polarisation und im Gleichwellenbetrieb mit anderen Sendern ausgestrahlt.
Als Gründe für die Abschaltung wurde durch den Netzbetreiber „Netzoptimierung und Kostenstabilität bei den Verbreitungskosten“ genannt.
| \| Block \| Programme (Datendienste) \| ERP (kW) \| Antennen- diagramm rund (ND), gerichtet (D) \| Polarisation horizontal (H)/ vertikal (V) \| Gleichwellennetz (SFN) \| \| --------------------- \| ---------------------------------------------------------------------------------------------------------------------------------------------------------------------------------------------------------------------------------------------------------------------------------------------------------------------------------------------------------------------------------- \| -------- \| ------------------------------------------- \| ----------------------------------------- \| -------------------------------------------------------------------------------------------------------------------------------------------------------------------------------------------------------------------------------------------------------------------------------------------------------------------------------------------------------------------------------------------------------------------------------------------------------------------------------------------------------------------------------------------------------------------------------------------------------------------------------------------------------------------------------------------------------------------------------------------------------------------------------------------------------------------------------------------------------------------------------------------------------------------------------------------------------------------------------------------------------------------------------------------------------------------------- \| \| 12D Bayern (D__00008) \| DAB-Block der Bayern Digital Radio : - BR-Klassik (192 kbit/s) - Bayern plus (128 kbit/s) - PULS (BR) (128 kbit/s) - Antenne Bayern (80 kbit/s DAB+) - Rock Antenne (80 kbit/s DAB+) - Antenne Top40 (72 kbit/s DAB+) - Antenne Bayern Info digital (40 kbit/s DAB+ Mono) - Radio Galaxy (80 kbit/s DAB+) - Absolut HOT (72 kbit/s DAB+) - Radio Schlagerparadies (72 kbit/s DAB+) \| 1 \| D \| V \| - Unterfranken: Alzenau (Hörstein-Hahnenkamm), Burgsinn, Kreuzberg (Rhön), Miltenberg (Kohlplatte), Pfaffenberg (Aschaffenburg), Würzburg (Frankenwarte) - Oberfranken: Bamberg (Geisberg), Coburg, Hof (Labyrinthberg), Ochsenkopf (Fichtelgebirge) - Mittelfranken: Büttelberg (Burgbernheim/Frankenhöhe), Nürnberg (Fernmeldeturm) - Oberpfalz: Amberg, Dillberg (Neumarkt), Hohe Linie (Regensburg), Hoher Bogen (Furth im Wald) - Niederbayern: Brotjacklriegel (Deggendorf), Deggendorf (Aletsberg), Dingolfing (BMW), Landshut (Altdorf-Gstaudacher Str.), Passau (Dommelstadl-Hainberg), Pfarrkirchen (Postmünster-Hieb) - Schwaben: Augsburg (Haberskirch), Augsburg (Hotelturm), Grünten (Sonthofen), Hühnerberg (Harburg), Mindelheim (Mittelneufnach), Ulm (Kuhberg) [Baden-Württemberg], Pfänder (Vorarlberg) - Oberbayern: Gelbelsee (Ingolstadt), Herzogstand (Fahrenbergkopf), Hochberg (Traunstein), Hohenpeißenberg (Weilheim), Ingolstadt (Audi), Ismaning, München (Olympiaturm), Oberammergau (Laber), Pfaffenhofen (Ilm), Wendelstein (Bayrischzell) \| | |          |                                             |                                           | |
| Block | Programme (Datendienste) | ERP (kW) | Antennen- diagramm rund (ND), gerichtet (D) | Polarisation horizontal (H)/ vertikal (V) | Gleichwellennetz (SFN) |
| 12D Bayern (D__00008) | DAB-Block der Bayern Digital Radio : - BR-Klassik (192 kbit/s) - Bayern plus (128 kbit/s) - PULS (BR) (128 kbit/s) - Antenne Bayern (80 kbit/s DAB+) - Rock Antenne (80 kbit/s DAB+) - Antenne Top40 (72 kbit/s DAB+) - Antenne Bayern Info digital (40 kbit/s DAB+ Mono) - Radio Galaxy (80 kbit/s DAB+) - Absolut HOT (72 kbit/s DAB+) - Radio Schlagerparadies (72 kbit/s DAB+) | 1        | D                                           | V                                         | - Unterfranken: Alzenau (Hörstein-Hahnenkamm), Burgsinn, Kreuzberg (Rhön), Miltenberg (Kohlplatte), Pfaffenberg (Aschaffenburg), Würzburg (Frankenwarte) - Oberfranken: Bamberg (Geisberg), Coburg, Hof (Labyrinthberg), Ochsenkopf (Fichtelgebirge) - Mittelfranken: Büttelberg (Burgbernheim/Frankenhöhe), Nürnberg (Fernmeldeturm) - Oberpfalz: Amberg, Dillberg (Neumarkt), Hohe Linie (Regensburg), Hoher Bogen (Furth im Wald) - Niederbayern: Brotjacklriegel (Deggendorf), Deggendorf (Aletsberg), Dingolfing (BMW), Landshut (Altdorf-Gstaudacher Str.), Passau (Dommelstadl-Hainberg), Pfarrkirchen (Postmünster-Hieb) - Schwaben: Augsburg (Haberskirch), Augsburg (Hotelturm), Grünten (Sonthofen), Hühnerberg (Harburg), Mindelheim (Mittelneufnach), Ulm (Kuhberg) [Baden-Württemberg], Pfänder (Vorarlberg) - Oberbayern: Gelbelsee (Ingolstadt), Herzogstand (Fahrenbergkopf), Hochberg (Traunstein), Hohenpeißenberg (Weilheim), Ingolstadt (Audi), Ismaning, München (Olympiaturm), Oberammergau (Laber), Pfaffenhofen (Ilm), Wendelstein (Bayrischzell) |

### Analoges Fernsehen (PAL)
Vor der Umstellung auf DVB-T diente der Sendestandort weiterhin für analoges Fernsehen:
| Kanal | Frequenz (MHz) | Programm                        | ERP (kW) | Sendediagramm rund (ND)/ gerichtet (D) | Polarisation horizontal (H)/ vertikal (V) |
| ----- | -------------- | ------------------------------- | -------- | -------------------------------------- | ----------------------------------------- |
| 7     | 189,25         | Das Erste (BR)                  | 0,3      | D                                      | H                                         |
| 27    | 519,25         | Bayerisches Fernsehen (Franken) | 0,2      | D                                      | V                                         |
| 49    | 695,25         | ZDF                             | 0,15     | D                                      | V                                         |